# Christoph Heinrich von Kanitz
Christoph Heinrich von Kanitz (* 1664; † 29. April 1718 in Dresden) war ein königlich-polnischer und kurfürstlich-sächsischer Generalleutnant sowie Besitzer der Rittergüter Großtreben und Mutzschen im Kurfürstentum Sachsen.

## Leben
Er stammte aus dem sächsischen Adelsgeschlecht von Kanitz und war der älteste Sohn von Hannß Christoph von Kanitz auf Mutzschen.
Kanitz schlug die Militärlaufbahn ein. Nach dem Tod des Vaters im Februar 1697 erbte er gemeinsam mit seinen zwei jüngeren Brüdern die väterlichen Besitzungen. Er hatte auch Anspruch auf das Rittergut Großtreben, dessen Mitbelehnter er war. Allerdings machten auch seine Vetter Ansprüche auf dieses Gut geltend. Die unsichere Rechtslage über das Gut Großtreben war schuld an dessen hoffnungsloser Verschuldung. Kurfürst August der Starke griff ein und empfahl dem hochdekorierten General, eine möglichst schnelle Regulierung der Schuldenfrage durch eine Auszahlung der anderen Anspruchsberechtigten, allen voran Hannß Gottfried von Kanitz. Christoph Heinrich von Kanitz ließ sich darauf ein und kaufte am 16. März 1712 das Rittergut Großtreben und wurde dadurch alleiniger Besitzer dieses Gutes.
Im Großen Nordischen Krieg hat sich Kanitz vom 28. Juli bis 21. Dezember 1701 als Oberst bei der Verteidigung der nahe Riga gelegenen Dünamünder Schanze sowie 1703 als Generalmajor gemeinsam mit dem Generalleutnant Röbel bei der Stadt Thorn gegen die überlegenen und letztlich siegreichen Kräfte des Schwedenkönigs Karl XII. hervor. Kanitz geriet in schwedische Kriegsgefangenschaft und wurde erst nach dem Altranstädter Frieden von 1706 aus Stockholm entlassen.
Am 11. September 1709 wurde er im Treffen bei Mons in Brabant durch einen Halsschuss schwer verwundet. Er war Kommandant des Regiments Kurprinz, das er 1717 an den Oberst Stutterheim abgab. Als 1718 der General Wostromirsky starb, erhielt er daraufhin die Stelle als Kommandant der Festung Dresden, wo er im Alter von 54 Jahren starb.
Neben Großtreben besaß er auch das Schloss Mutzschen, das er 1703 nach den schweren Zerstörungen durch den Großbrand von 1681 im Barockstil von Grund auf neu errichten ließ.

## Familie
Mit Erdmutha Johanna geborene Vitzthum von Eckstädt aus dem Hause Röhrsdorf schloss er am 9. Dezember 1708 die Ehe. Aus dieser ging die 1712 geborene Tochter Henrietta Erdmutha und der posthum 1718 geborene Sohn und Lehnserbe Johann Gottlob von Kanitz hervor. Seine Witwe sah sich allerdings gezwungen, das Rittergut Großtreben aus der Hand zu geben und zu veräußern.